# San Clemente (Caserta)
San Clemente, è una frazione del comune di Caserta, in Campania.
Si trova a circa 3 km dal capoluogo, nella zona sud-est, ai confini con il vicino comune di Maddaloni, è attraversata in gran parte dalla SS7 via Appia. Il territorio di San Clemente è prevalentemente pianeggiante, ed è in costante sviluppo urbano.
Tracce di questa frazione, risalgono fino in epoca longobarda, ove comprendeva tre villaggi di capanne con al centro le chiese di san Clemente, di Santa Maria e di santo Stefano.

## Monumenti e luoghi d'interesse
- La Chiesa di San Clemente Papa e martire. [2]